# Urban-Cycling-Weltmeisterschaften/Flatland der Frauen
Der Flatland-Wettbewerb der Frauen wird seit 2019 bei den Urban-Cycling-Weltmeisterschaften ausgetragen. Die Zahl der Teilnehmerinnen war bislang stets einstellig.

## Palmarès
| Jahr | Austragungsort                      | Gold                                | Silber                              | Bronze                              |
| ---- | ----------------------------------- | ----------------------------------- | ----------------------------------- | ----------------------------------- |
| 2019 | Chengdu                             | Irina Sadovnik                      | Misaki Katagiri                     | Julia Preuss                        |
| 2020 | nicht ausgetragen (Corona-Pandemie) | nicht ausgetragen (Corona-Pandemie) | nicht ausgetragen (Corona-Pandemie) | nicht ausgetragen (Corona-Pandemie) |
| 2021 | Montpellier                         | Irina Sadovnik                      | Julia Preuss                        | Céline Vaes                         |
| 2022 | Abu Dhabi                           | Aude Cassagne                       | Julia Preuss                        | Kirara Nakagawa                     |
| 2023 | Glasgow                             | Aude Cassagne                       | Santiago de Oliveira Moda           | Kirara Nakagawa                     |
| 2024 | Abu Dhabi                           | Ayuna Miyashima                     | Veronika Kádár                      | Anna Mondics                        |

## Medaillenspiegel
| Platz  | Land        | Gold | Silber | Bronze | Gesamt |
| ------ | ----------- | ---- | ------ | ------ | ------ |
| 1      | Frankreich  | 2    | 0      | 1      | 3      |
| 2      | Österreich  | 2    | 0      | 0      | 2      |
| 3      | Japan       | 1    | 1      | 2      | 4      |
| 4      | Deutschland | 0    | 2      | 1      | 3      |
| 5      | Ungarn      | 0    | 1      | 1      | 2      |
| 6      | Brasilien   | 0    | 1      | 0      | 1      |
| Gesamt | Gesamt      | 5    | 5      | 5      | 15     |